# Donji Ružević
Donji Ružević (szerbül: Доњи Ружевић), település Bosznia-Hercegovinában, a Szerb Köztársaságban, Teslić községben. 

## Fekvése
A település Bosznia-Hercegovina középső részének északi szélén, Dobojtól légvonalban 22, közúton 26 km-re nyugat-délnyugatra, községközpontjától légvonalban 2, közúton 4 km-re északnyugatra, a Mala és Velika Usora összefolyásától északnyugatra fekvő dombvidéken, 220-350 méteres magasságban található. Donji Ružević egykor Ružević település része volt. Donji Ružević és Gornji Ružević falvakat a Teslić - Osivica - Ukrinica helyi út választja el egymástól. Donji Ružević lakosságának többsége bosnyák, míg a szomszédos Gornji Ružević faluban a helyiek többsége szerb. E két település felett található a Gračun-domb, vagy Krstova gora. A falu központjában egy vallási épület - a ruževići mecset - áll.

## Népessége
| Nemzetiségi csoport | Népesség 1991 | Népesség 2013 |
| ------------------- | ------------- | ------------- |
| Szerb               | 118           | 261           |
| Bosnyák             | 1804          | 1079          |
| Horvát              | 12            | 23            |
| Jugoszláv           | 83            | 0             |
| Egyéb               | 43            | 41            |
| Összesen            | 2060          | 1404          |

## Története
A település neve a török hódoltság idejéből származik. A falut állítólag az akkor itt élt Ružoje nevű kenézről, (vagy egy Ruža nevű nőről) nevezték el, aki valószínűleg a falu feje volt. Más feltételezés szerint mivel Ružević földje iszapos és agyagos volt, amelyen vadrózsák nőttek, ezért feltételezik, hogy a falu erről kapta a nevét. Az eredeti név Ružetić volt, amelyet később Ruževićre változtattak. A falu korát tekintve, a 200 évvel ezelőtti lakosok számát tekintve elmondható, hogy a falu viszonylag fiatal. Azonban a  kis lakosszámot az első világháborús kolerajárvány és a második világháborús tífuszjárvány okozta, amelyek sok emberéletet követeltek. Nincs információ arról, hogy mikor épült az első mecset Ružević faluban. Feltehetően a muszlimok érkezésével épült és fából készült. Más feltételezések szerint a 19. század közepén épült. A ruževići mecset és a muszlim gyülekezet már akkor is megvolt, amikor Teslić városa, gyára és közigazgatása még nem létezett. A legközelebbi közigazgatási hatóság Tešanjban volt. A ruževići mecset központi szerepet játszott nemcsak a ruževići muszlimok, hanem a környező Osivica, Barići, Gomjenica és Stenjak falvak számára is. Ezekből a falvakból érkeztek az emberek Ruževićbe, hogy pénteki imákat tartsanak. A ruževići mecseten kívül még három mecset volt a gyülekezetben. Kettőt magánházakból alakítottak ki. Az egyiket Hamidovićiben, Alja Zukić magánterületén, a másikat padig Aličkovićibe, Omer Aličković magánterületén. Ezeket a mecseteket tarawih imák végzésére használták, és mekteb tanítás helyszínei voltak. Az egyik mekteb a mecset melletti wakuf telkén épült, ahol mekteb oktatás folyt, és amelyet 1953-ban ifjúsági központtá alakítottak át.
A település 1878-ig tartozott az Oszmán Birodalomhoz, ekkor a berlini kongresszus határozata alapján az Osztrák-Magyar Monarchia része lett. 1879-ben az első osztrák-magyar népszámlálás során a Tešanji járáshoz és Ranković községhez tartozó Ružević településnek 52 háztartása, 276 muszlim, 157 ortodox és 10 római katolikus lakosa volt. 1910-ben a Tešanji járáshoz tartozó Ružević településen 92 háztartást, 436 muszlim, 223 ortodox és 8 római katolikus lakost találtak. A monarchia szétesésével 1918-ban előbb a Szerb-Horvát-Szlovén Királyság, majd 1929-től a Jugoszláv Királyság része lett. 1921-ben a Tešanji járáshoz tartozó Ružević községnek 675 lakosa volt, közülük 445 muszlim, 206 ortodox szerb, 19 izraelita és 5 római katolikus volt. Az 1929-es törvény értelmében, amikor Bosznia-Hercegovinát négy banovinára, Drinskára, Vrbaskára, Zetskára és Primorskára osztották, a település a Vrbaska banovina része lett, amelynek székhelye Banja Luka volt. 
Jugoszlávia megszállása után a Független Horvát Állam (NDH) része lett. A második világháború után 1992-ig a település a szocialista Jugoszlávia keretében a Bosznia-Hercegovinai Népköztársaság része volt. A boszniai háborút lezáró daytoni békeszerződés rendelkezése alapján az ország területét felosztották a Bosznia-hercegovinai Föderáció és a boszniai Szerb Köztársaság között. A háború utáni területmegosztáskor a Szerb Köztársaság területéhez és Teslić községhez csatolták.

## Gazdaság
Ružević lakossága egykor főként mezőgazdasággal és állattenyésztéssel foglalkozott. Ma Teslić város terjeszkedésének és a Doboj - Teslić - Banja Luka főút mentén épülő üzleti létesítményeknek köszönhetően lassan Teslić város üzleti övezetévé válik.

## Nevezetességei
- A mai mecset elődjét a tešanji Hajji Ago Smajlbegović alapította itteni hatalmas birtokán, melyen felépítette az akkori legnagyobb mecsetet kőalapozással és egy fa minarettel. Mivel a minaret fából készült, jobban ki volt téve a pusztulásnak, mígnem Mahmo Jašarević horganyzott lemezzel fedte be, amely 1959-ig szolgált. 1960-ban egy tégla minaretet, majd később egy új mecsetet építettek. Mivel a mecset nem volt megerősítve, idővel és a számos földrengés miatt repedezni kezdett. 1985-ben engedélyt kaptak egy újabb, kupolás mecset építésére, amelyet 1987. október 10-én ünnepélyesen nyitottak meg. A boszniai háború során a mecsetet lerombolták. A háború után az első pénteki imát a ruževići gyülekezetben 1999. június 11-én végezték el. 2000-ben kezdtek el gondolkodni a mecset újjáépítésén, ami meg is valósult, és 2004. július 31-én hivatalosan is megnyitották. A mecset megnyitó ünnepségén Mustafa Cerić reis-ul-ulema efendi is jelen volt. 2014-ben a mecsetet belül felújították, és új szőnyeget vásároltak. A ruževići mecset méretei 22,50 m x 12,67 m.[3]

- A gyülekezeti emlékkutat a Ružević gyülekezet mártírjainak, halottainak és eltűntjeinek emlékére Amir Haušić építtette, felavatása 2007. július 29-én volt.[3]

## Fordítás
- Ez a szócikk részben vagy egészben  a   Donji Ružević című szerbhorvát Wikipédia-szócikk ezen változatának fordításán alapul.  Az eredeti cikk szerkesztőit annak laptörténete sorolja fel. Ez a jelzés csupán a megfogalmazás eredetét és a szerzői jogokat jelzi, nem szolgál a cikkben szereplő információk forrásmegjelöléseként.